# Albatros L 69
Die Albatros L 69 war ein deutsches Sportflugzeug, das von den Albatros Flugzeugwerken in Berlin-Johannisthal Mitte der 1920er Jahre entwickelt und gebaut wurde.

## Geschichte
Die L 69 wurde 1925 vom Leiter der Albatros-Entwicklungsabteilung Rudolf Schubert für die Teilnahme am im gleichen Jahr vom 31. Mai bis 9. Juni stattfindenden Deutschen Rundflug um den BZ-Preis der Lüfte entworfen. Für den Wettbewerb wurden zwei Flugzeuge mit verschiedenen Antrieben gebaut: die D–679, Werknummer 10042, mit einem Sh-12-Sternmotor und die D–684 mit unbekannter Werknummer und einem Lucifer-Triebwerk gleicher Bauform. Sie starteten in der für die leistungsstärksten Flugzeuge von 81 bis 120 PS vorgesehenen Klasse C, kamen aber nicht unter die ersten drei Plätze. Erfolgreicher verlief die Teilnahme am Sachsen-Rundflug vom 19. und 20. September 1925, den eine der L 69 als erster Sieger in der Klasse D für sich entscheiden konnte. Im Anschluss wurden beide Flugzeuge in die Sowjetunion verbracht, wo sie von 1925 bis 1927 zum ständigen Bestand der von der Reichswehr betriebenen Lipezker Fliegerschule gehörten und als Jagdflugzeug-Trainer genutzt wurden.
Es entstanden noch zwei weitere L 69 mit den gleichen unterschiedlichen Antriebskonfigurationen. Die Werknummer 10071 mit einem Lucifer-Motor und dem Kennzeichen D–778 wurde im Februar 1928 für die Deutsche Versuchsanstalt für Luftfahrt in Berlin-Adlershof zugelassen, aber bereits im April 1929 wieder aus der Luftfahrzeugrolle als „zerlegt“ gestrichen. Die nunmehr vierte L 69 mit der Werknummer 10072 und einem Sh 12 als Antrieb erhielt im November 1928 das Kennzeichen D–1533 und flog bis Januar 1931 für die Albatros-Werke Johannisthal, ehe sie ausgeschlachtet wurde.

## Konstruktion
Die Albatros L 69 war ein in Ganzholzbauweise ausgeführter, freitragender Hochdecker mit einem aus einem sperrholzbeplankten Holzgerüst bestehendem Rumpf mit viereckigem Querschnitt mit gerundeten Seiten und zum Heck hin spitz auslaufend. Die Motoraufhängung war durch vier Bolzen mit dem Rumpf verbunden und bestand aus Stahlrohr mit Aluminiumverkleidung bis in Höhe des Brandschotts. Dahinter befanden sich die Besatzungkabinen mit zwei Tandemsitzen, wobei die hintere für den Flugzeugführer bestimmt war. Die durchgängig verlaufende Tragfläche bestand aus einem Holzgerüst mit Rippen und zwei Holmen sowie Sperrholzbeplankung und teilweise Stoffbespannung. Dort war auch der 140 l fassende und als Falltank ausgebildete Kraftstoffbehälter untergebracht. Die Tragfläche war über einen flachen Baldachin aus Stahlrohr mit dem Rumpf verbunden. Das Leitwerk war ebenfalls freitragend und umfasste die mit Sperrholz beplankten, hölzernen Flossen und die aus Stahlrohr bestehenden Ruder mit Stoffbespannung. Das starre Hauptfahrwerk bestand aus zwei Scheibenrädern mit geteilter Achse und Stahlrohr-V-Streben zur Rumpfbefestigung. Am Heck war ein gefederter Schleifsporn angebracht.

## Technische Daten
| Kenngröße             | Daten |
| --------------------- | --- |
| Besatzung             | 1–2 |
| Spannweite            | 8,06 m |
| Länge                 | 6,10 m |
| Höhe                  | 2,57 m |
| Flügelfläche          | 14,0 m² |
| Flügelstreckung       | 4,6 |
| V-Stellung            | 0° |
| Flächenbelastung      | 49 kg/m² |
| Leistungsbelastung    | 6,5 kg/PS |
| Rüstmasse             | 480 kg |
| Zuladung              | 205 kg |
| Startmasse            | 685 kg |
| Antrieb 1             | ein luftgekühlter Dreizylinder-Sternmotor Bristol Lucifer. mit 120 PS (88 kW) Startleistung und 125 PS (92 kW) Nennleistung       |
| Antrieb 2             | ein luftgekühlter Neunzylinder-Sternmotor Siemens & Halske Sh 12 mit 100 PS (74 kW) Startleistung und 112 PS (82 kW) Nennleistung |
| Kraftstoffvolumen     | 140 l |
| Höchstgeschwindigkeit | 170 km/h |
| Landegeschwindigkeit  | 105 km/h |
| Steigzeit             | 2 min auf 500 m Höhe 4 min auf 1000 m Höhe                                                                                        |
| Gipfelhöhe            | 4000 m bei Volllast |
| Flugdauer             | 2 h |